# John Anari
John Anari (ur. 1980) – papuaski aktywista, działacz na rzecz niepodległości Papui Zachodniej.
Urodził się w wiosce Kebar, pochodzi z ludu Mpur. Stoi na czele West Papua Liberation Organization (WPLO), organizacji opowiadającej się za siłowym uzyskaniem niepodległości od Indonezji. Jest autorem artykułu o separatyzmie papuaskim, zamieszczonego na stronach ONZ.